# Veit Harlan
Veit Harlan (ur. 22 września 1899 w Berlinie, zm. 13 kwietnia 1964 na Capri, Włochy) – niemiecki reżyser i aktor, autor narodowosocjalistycznych filmów propagandowych.

## Życiorys
Był synem dramaturga i powieściopisarza Waltera Harlana. Jako student sztuki teatralnej uczył się od Maksa Reinhardta. Po raz pierwszy Harlan wystąpił na scenie teatralnej w 1915 roku. Po I wojnie światowej rozpoczął karierę w Berlinie. Jako aktor zagrał w 23 filmach, grając role epizodyczne. W filmach występował w latach 1927–1935.
W 1922 roku ożenił się z aktorką i śpiewaczką kabaretową pochodzenia żydowskiego Dorą Gerson. Po dwóch latach ich małżeństwo zakończyło się rozwodem. W czasie II wojny światowej Dora Gerson wraz z rodziną została zagazowana w Auschwitz. W 1929 roku Harlan ożenił się po raz drugi, tym razem z Hilde Koerber. Mieli troje dzieci: syna Thomasa i córki Marię i Kristę. Kiedy do władzy doszli naziści Harlan rozwiódł się z Koerber i poślubił Kristinę Söderbaum, niemiecką aktorkę pochodzącą ze Szwecji. Harlan wraz z Söderbaum stali się gwiazdami narodowosocjalistycznego kina. 
W 1937 roku minister propagandy Rzeszy Joseph Goebbels umieścił go w grupie najważniejszych reżyserów odpowiedzialnych za produkcję nazistowskich filmów. Najgłośniejszym filmem Harlana z okresu II wojny światowej stał się nakręcony w 1940 roku Żyd Süss. Bohaterem filmu był Joseph Süß Oppenheimer, przedstawiony przez Harlana jako lubieżny żydowski bankier nienawidzący całego świata. W tę rolę wcielił się Ferdinand Marian, którego ucharakteryzowano na przedstawiciela narodu izraelskiego zgodnie z rasistowskimi wyobrażeniami nazistów (długi zakrzywiony nos itp.). Bardzo charakterystyczna jest finałowa scena, w której Żyd zostaje stracony za gwałt na Niemce. Harlan sugeruje widzom kogo należy zabić, aby zgodnie z propagandą oczyścić Europę z „podludzi”.
Żyd Süss stał się jednym z najgłośniejszych filmów antysemickich wyprodukowanych przez propagandę III Rzeszy. Po projekcji filmu w Marsylii doszło do zamieszek skierowanych przeciw Żydom. 
Po wojnie Harlan stanął przed sądem w Hamburgu oskarżony o zbrodnie przeciwko ludzkości. Sędziom tłumaczył się twierdząc, że został zmuszony przez Goebbelsa do nakręcenia Żyda Süssa. 23 marca 1949 reżysera uwolniono od zarzutów. Po wojnie Harlan nakręcił kilka filmów. Dwa miesiące przed śmiercią przeszedł na katolicyzm.
Napisał książkę autobiograficzną W cieniu moich filmów.

## Filmografia
| - Krach im Hinterhaus (1934) - Kreutzersonate (1937) - Der Herrscher (1937) - Jugend (1938) - Verwehte Spuren (1938) - Das unsterbliche Herz (1939) - Żyd Süss (1940) - Der große König (1941) - Die goldene Stadt (1942) - Immensee (1943) - Opfergang (1944) - Kolberg (1944/1945) - Unsterbliche Geliebte (1950) - Hanna Amon (1951) - Die blaue Stunde (1952) - Sterne über Colombo (1953) - Verrat an Deutschland (Der Fall Dr. Sorge) (1954) - Anders als du und ich / Das dritte Geschlecht (1957) | - Der Meister von Nürnberg (1926) - Die Hose (1927) - Das Mädchen mit den fünf Nullen (1927) - Eins + Eins = Drei (1927) - Somnambul (1929) - Hilfe! Überfall! (1931) - Yorck (1931) - Die elf Schill'schen Offiziere (1932) - Der Choral von Leuthen (1933) - Flüchtlinge (1933) - Gern hab' ich die Frau'n geküsst (1934) - Stradivari (1935) - Das Mädchen Johanna (1935) |